# Acacia binervia
Acacia binervia é uma espécie de leguminosa do gênero Acacia, pertencente à família Fabaceae.